# اکورس (نیو همپشیر)
اکورس، نیو همپشیر (به انگلیسی: Acworth, New Hampshire) یک شهرک در ایالات متحده آمریکا است که در شهرستان سالیوان، نیوهمپشایر واقع شده‌است.

## خصوصیات
اکورس ۱۰۱٫۳ کیلومترمربع مساحت و ۸۹۱ نفر جمعیت دارد و ۴۵۴ متر بالاتر از سطح دریا واقع شده‌است.